# カワサキ・KR (ロードレーサー)
カワサキ・KR（ケイアール）はかつて川崎重工業が製造したオートバイで、ロードレース用の競技専用車である。

## モデル一覧

### KR250
KR250（ケイアールにひゃくごじゅう）は、2ストロークタンデムツイン（2気筒）エンジンを搭載したWGP250ccクラス用ロードレーサー（競技用オートバイ）である。1975年のデイトナでデビューし、ロードレース世界選手権250ccクラスでは、コーク・バリントンが1978年と1979年に、アントン・マンクが1980年と1981年に世界チャンピオンとなった。
1975年型の仕様
- エンジン - 水冷2ストロークタンデムツイン（2気筒）
  - 排気量 - 249cc
  - 内径×行程 - 54 mm×54.4mm
  - 出力 - 51PS/10,650rpm（後輪出力）

1977年型の仕様
- エンジン - 水冷2ストロークタンデムツイン（2気筒、ロータリーバルブ）
  - 内径×行程 - 54 mm×54.5 mm

### KR350
（本節は、特記以外『究極のレーサー』（p193 - p198）を参考文献とする）

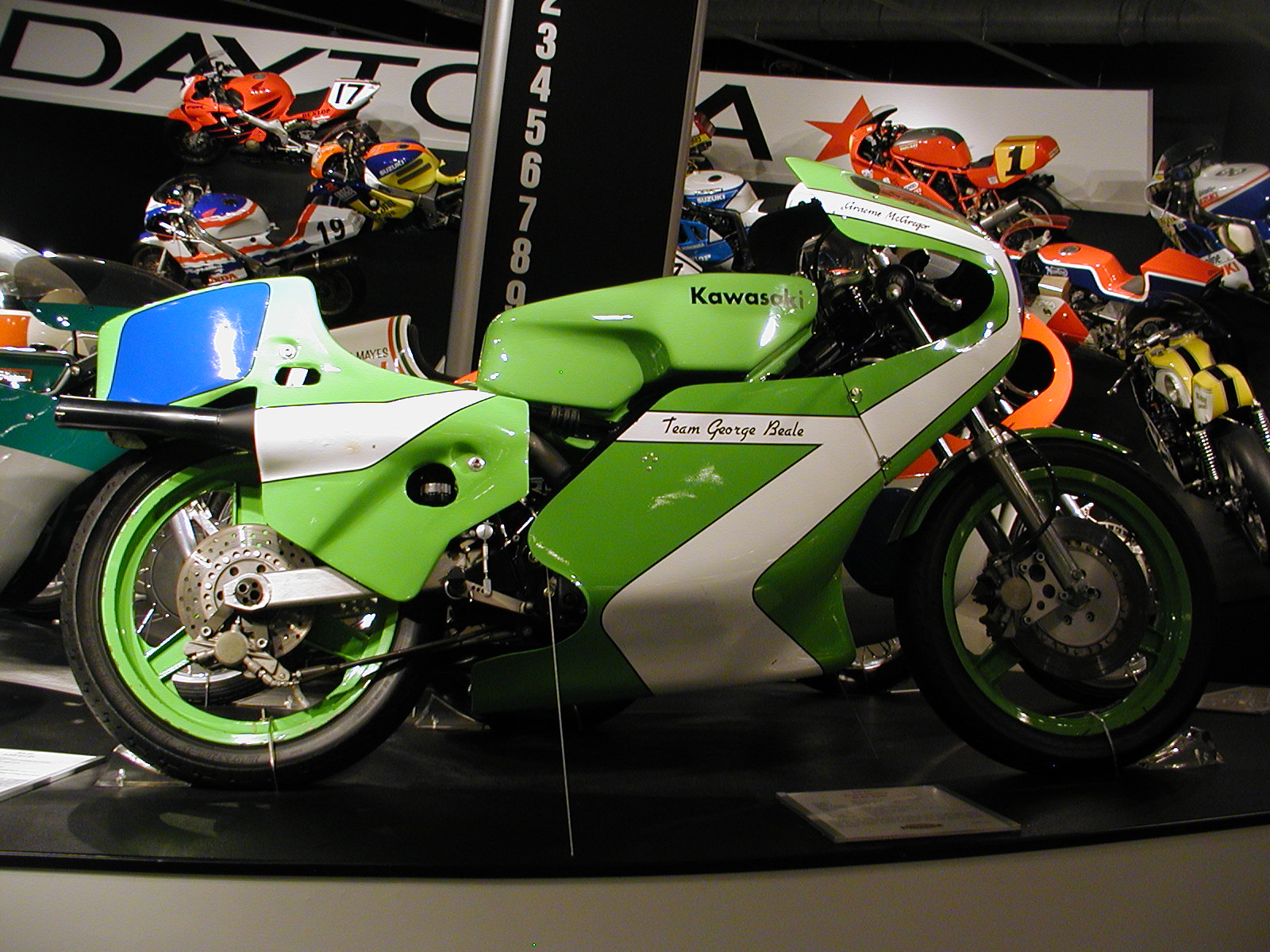
Kawasaki KR350 1975年型（Barber Motorcycle Museum、2006年10月21日撮影）

KR350（ケイアールさんびゃくごじゅう）は、WGP350ccクラス用ロードレーサー（競技用バイク）である。エンジンは2ストロークタンデムツイン（2気筒）。ロードレース世界選手権（WGP）350ccクラスでは、コーク・バリントンが1978年と1979年に、アントン・マンクが1981年と1982年に世界チャンピオンとなった。WGPの350ccクラスは1982年を最後に廃止されたので、KR350は350ccクラス最後のチャンピオンマシンとなった。
KR350は、KR250と同じフレームと酷似した動力装置を持つ、KR250の排気量拡大版である。

KR350は左側にロータリーバルブを配置し、エアインテークには直径36mmのミクニのキャブレターを2基装備。

クーラントは、普通の2ストロークエンジンのようにクランクケースには送らず、シリンダーヘッドに送られるようになっており、冷えているクーラントで5ポートシリンダーのツインエキゾーストポート周囲の最も熱い部分を最初に冷却できるようになっている。このエンジンの最適運転温度は70℃である。

フレームは、当時としては標準的なクロムモリブデン鋼のチューブラースチール製である。

リアサスペンションは、ヤマハのようなカンチレバーモノショックではなく、「ユニトラック」と呼ばれるロッカーアーム機構を採用した。
KR350のフレームの設計は、1970年代のロードレーサーに見られたハンドリングに癖があってライディングが難しいフレームから、よりハンドリングが良くなった1980年代のアルミニウム製フレームへ移り変わる過渡期のものであった。
フロントブレーキは、他のロードレーサーがダブルディスクを採用していたのに対し、KR350は乾燥重量を104kgに抑えることができたため、ブレーキディスクを1枚（シングルディスク）にすることができた。
KR350の成功には3つの理由がある。
1. 他の日本のワークスチームがWGP350ccクラスに本格的に参戦しなかった。
2. 優れた信頼性を備え、メンテナンスが容易であった。
3. WGPの歴史において、最も優秀なミドルクラス（250ccクラス、350ccクラス）のライダーに入るコーク・バリントンとアントン・マンクをワークスライダーとして迎え入れることができた。

1980年型の仕様
- エンジン - 2ストローク水冷タンデムツイン（2気筒、ロータリーバルブ）
- 内径×行程 - 64 mm×54.5 mm
- 排気量 - 349.89cc
- 出力 - 75bhp[7]/11,800rpm
- キャブレター - 36mm ミクニ x 2
- イグニッション[8] - 国産電機 CDI
- トランスミッション - 6段
- クラッチ - 乾式多板
- フレーム - チューブラースチール・ダブルクレードル
- サスペンション
  - フロントサスペンション - 直径36mm カワサキ テレスコピック
  - リアサスペンション - アルミ角断面スイングアーム + ユニトラックリンク + カヤバ モノショック（1本サス）
- ブレーキ
  - フロントブレーキ - 直径310mm ボグル&ブラウン 鋳鉄ディスク + カワサキ 2ピストンキャリパー x 1（シングルディスク）
  - リアブレーキ - 直径210mm カワサキ アルミディスク + 2ピストンキャリパー x1
- 車重（乾燥）- 104kg
- 最高速度 - 160mph（257.49km/h）
- 製造年 - 1980年

#### タンデムツイン
1975年、エンジンのシリンダーの配置は、前面投影面積を小さくするために、シリンダーを前後に配置し、トランスミッションをその後ろに置くタンデムツインを採用した。前後に置かれた2本のクランクシャフトは歯車によって連動し、クランクの高速回転によるジャイロ効果を低減させるために、前後のクランクは互いに逆回転し、180度の位相でエンジンを点火するように設計された。しかし、この180度クランクは問題を抱えており、KR350を駆るライダーは疲労し、エンジンやフレームには振動を与えた。
1976年は、レースではエンジンの仕様を変えず、その間、カワサキはエンジンの設計をやり直していた。
新設計のエンジンは同年シーズンの終盤のレースに250cc（KR250）で登場した。
1977年になると350ccのタンデムツインは本格的にレースに復帰し、ミック・グラントがシーズン中盤のオランダグランプリでKR350に初勝利をもたらし、さらに、後半のスウェーデングランプリでも優勝した。1978年と1979年にはコーク・バリントンが、1981年と1982年にはアントン・マンクが世界チャンピオンとなった。

### KR500

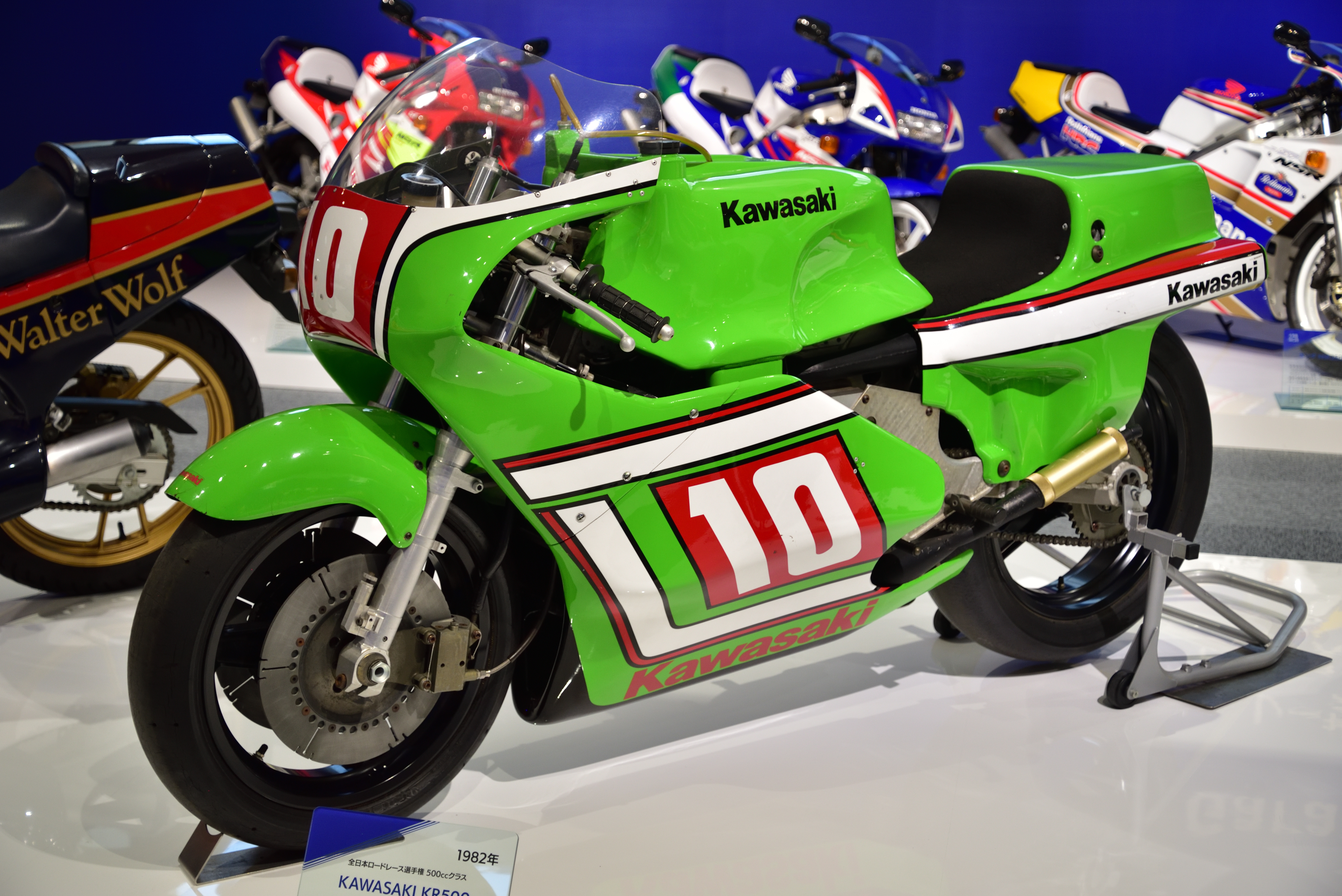
カワサキ・KR500 1982年型

KR500（ケイアールごひゃく）は、250ccクラスで実績を積んだタンデムツインを2個合わせた様な水冷2ストロークスクエア4気筒500ccエンジンを、特異な構造のアルミモノコックフレームに搭載したワークスマシンのロードレーサーである（→写真）。WGP250ccクラスでチャンピオンに輝いたコーク・バリントンのライディングで、1980年から1982年までの3シーズンWGP500ccクラスへ参戦、1982年はランキング7位に入った。WGPでの最高成績は3位。日本国内では、1982年の全日本ロードレース選手権最終戦に清原明彦と徳野政樹の2台がエントリーしたが、予選のみで決勝レースが台風のため中止となった。このため、KR500は国内での決勝レースを走ったことがない。

### KR750
（本節は、特記以外『究極のレーサー』（p168 - p173）を参考文献とする）
KR750（ケイアールななひゃくごじゅう）は、F750選手権用ロードレーサー（競技用バイク）である（→写真）。エンジンは2ストローク水冷直列3気筒。初期型のKR750は不安定なハンドリングとカワサキのワークスカラーであるライムグリーンに掛けて「グリーンミーニー」（green meanie - 意訳「緑の意地悪な奴」）と呼ばれた。
FIMがF750の最低ホモロゲーション台数を25台に減らし、さらに、どのようなバイクでもよい、という決定をしたので、KR750が誕生した。
1975年、KR750デビュー
1975年型KR750のエンジンは、120度の2ストローク直列3気筒のピストンポートで、1気筒あたり4つの掃気ポートを持ち、内径×行程は68 mm×68mmのスクエアである。出力は120bhp/9,500rpmである。ただ、6,000rpm付近で出力曲線に折れがあり、スイッチが入ったかのような出力特性を持っている。この特性はとても扱い難いものである。

スピードはとても速く、ミック・グラントはKR750を駆り、マイク・ヘイルウッドが持っていたマン島TTレースのラップ・レコードを塗り替えた。
ミック・グラントと彼のチームメイトのバリー・ディッチバーンは、1975年のイギリス・スーパーバイク・シリーズでバリー・シーン（スズキ）を破り、1位と2位を獲得した。もう一人のKR750ライダー、イヴォン・デュハメルは、FIM750シリーズのオランダのレースで2ヒートとも優勝し、総合優勝をカワサキにもたらした。
1976年、アーヴ・カネモトとギャリー・ニクソンの活躍
1976年、KR750はチャンピオン・シップに手が掛かった。アーヴ・カネモトがチューニングした3気筒エンジンは10,000rpmまで回り、また、レース・シーズン中盤から使い始めた特製フレームによって、このKR750を駆るギャリー・ニクソンはポイント・リーダーとなった。しかし、レース・シーズン終了後、FIMは、ギャリー・ニクソンが勝っていたはずの第2戦ベネズエラの結果を破棄したため、ギャリー・ニクソンとKR750はチャンピオンになれなかった。
KR750の終焉
カワサキは1976年をもってF750クラスのレースから撤退し、KR250とKR350でWGPに力を注ぐことにした。

KR750が残した結果は、1975年のイギリスの1シーズンと、グレッグ・ハンスフォードとマレー・セイルがネビル・ドイル・チューンのKR750を駆って圧勝したオーストラリアの1戦だけに終わった。ヤマハTZ750のほうが良いロードレーサーだった。
1976年型の仕様
- エンジン - 2ストローク水冷ピストンポート直列3気筒
- 内径×行程 - 68 mm×68 mm
- 排気量 - 747cc
- 出力 - 120bhp[7]/9,500rpm
- キャブレター - 36mm ミクニ x 3
- イグニッション[8] - カワサキ CDI
- トランスミッション - 6段
- クラッチ - 乾式多板
- フレーム - チューブラースチール・ダブルクレードル
- サスペンション
  - フロントサスペンション - 直径36mm カヤバ テレスコピック
  - リアサスペンション - 角断面スイングアーム + フォックス・ツインショック（2本サス）
- ブレーキ
  - フロントブレーキ - 直径296mm カワサキスチールディスク + カワサキ 2ピストンキャリパー x 2（ダブルディスク）
  - リアブレーキ - 直径260mm ハント アルミディスク + カワサキ 2ピストンキャリパー x 1
- ホイールベース - 1,365mm
- 車重（乾燥）- 140kg
- 最高速度 - 180mph（289.7km/h）
- 製造年度 - 1976年